# Ford Escape
La Ford Escape è un compact SUV prodotto dalla casa automobilistica statunitense Ford dal 2000. In Europa è stato venduto come Ford Maverick. Quest'ultimo è stato in produzione dal 1993 al 2007, ma è solo dal 2000 che ha rappresentato la versione europea dell'Escape; in precedenza era infatti un modello a sé stante, nato da un precedente accordo con Nissan che lo vendeva anche come Nissan Terrano II e Nissan Terrano. 
Dal 2012, con la terza generazione, condivide molte caratteristiche con la Ford Kuga, commercializzata in Europa. Nel 2019 ne è stata presentata la quarta generazione.

## Il contesto
L'Escape è posizionato sotto il Ford Explorer. Sebbene sia un veicolo crossover, viene commercializzato dalla Ford come parte della sua tradizionale gamma di SUV (Escape, Explorer, Expedition), piuttosto che della gamma separata di crossover (Edge, Flex). L'Escape è stato sviluppato insieme alla Mazda; di quest'ultima casa automobilistica la Ford infatti possiede delle azioni, quindi le due compagnie hanno sviluppato insieme molti modelli. L'Escape è stato lanciato insieme alla Mazda Tribute. Negli Stati Uniti, la Mercury, che era un marchio automobilistico appartenente al gruppo Ford, commercializzò dal 2005 una versione lussuosa della Escape, la Mariner, che venne venduta fino al 2010, anno della soppressione del marchio citato. Una versione ibrida della Escape venne lanciata nel 2004. Fu il primo SUV ibrido mai lanciato sul mercato.
Le prime due serie dell'Escape sono costruite sul pianale Ford CD2, che a sua volta è basato sulla piattaforma GF della Mazda. Comunque, il 23 giugno 2010 è stato annunciato che la Ford avrebbe terminato la produzione della seconda serie dell'Escape nel 2012, spostando l'assemblaggio nel proprio stabilimento di Louisville, Kentucky, e costruendo la nuova generazione sul pianale C1 della Ford. In precedenza il modello era assemblato a Kansas City, dov'è previsto che verrà sostituito da una versione americana del corrispondente crossover-SUV europeo, la Ford Kuga.
La carrozzeria dell'Escape è a quattro porte. Il motore è posizionato anteriormente, mentre la trazione è integrale o anteriore.

## Prima serie (2000-2007)
La prima generazione di Ford Escape è stata in produzione dal 2000 ed è stata commercializzata dal 2001. È stata posizionata, nella gamma Ford, sotto il più grande Explorer. Questa serie di Escape era però più grande dei SUV offerti dalla altre case automobilistiche, come l'Honda CR-V e la Toyota RAV4. All'epoca, molti SUV erano realizzati utilizzando un telaio separato che derivava dagli autocarri. Erano anche utilizzati assali rigidi posteriori, i quali erano adatti per trasportare pesanti carichi senza che fosse compromessa la guidabilità. La Ford si rese conto che molti dei propri clienti che acquistarono nei primi tempi i SUV, non guidavano mai i veicoli su terreni accidentati. Per questo motivo la Ford decise di dotare i propri SUV di una tecnologia che propria delle autovetture, come la monoscocca, le sospensioni indipendenti e lo sterzo a pignone e cremagliera. Sebbene non ci fosse l'intento di offrire un equipaggiamento adatto per le guide fuoristrada estreme, fu disponibile come optional un sistema a quattro ruote motrici della Dana Corporation, che includeva un differenziale centrale autobloccante attivabile da un comando collocato sul cruscotto. Questo sistema generalmente trasferiva più potenza alle ruote anteriori; se esso misurava uno slittamento all'avantreno, in una frazione di secondo comandava più potenza alle ruote posteriori. Il sistema frenante era costruito dalla Continental Teves, ed includeva l'ABS. Nel 2002 per molti mercati asiatici iniziò la produzione in complete knock down a Taiwan.

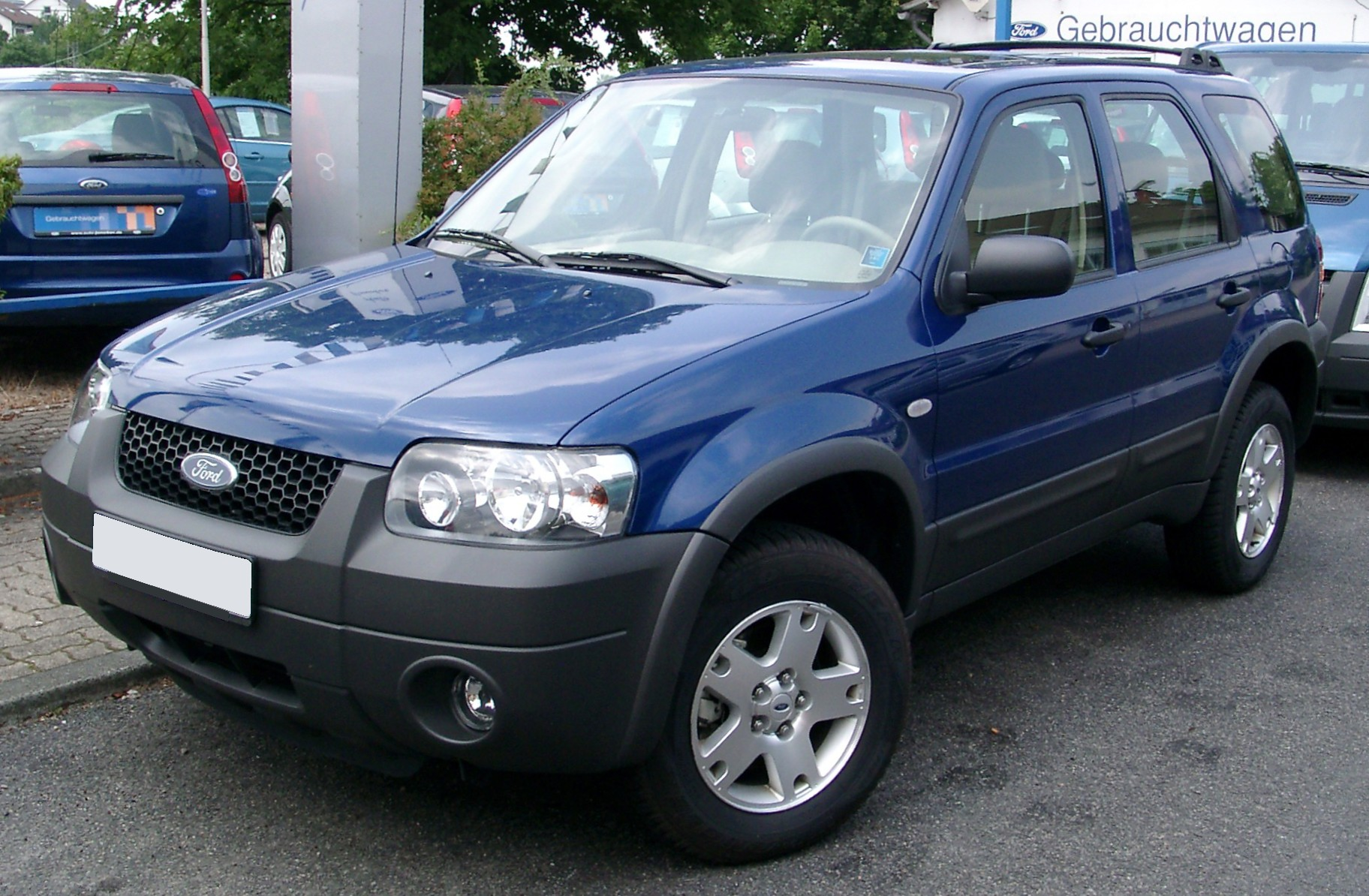
Ford Maverick venduto in Germania

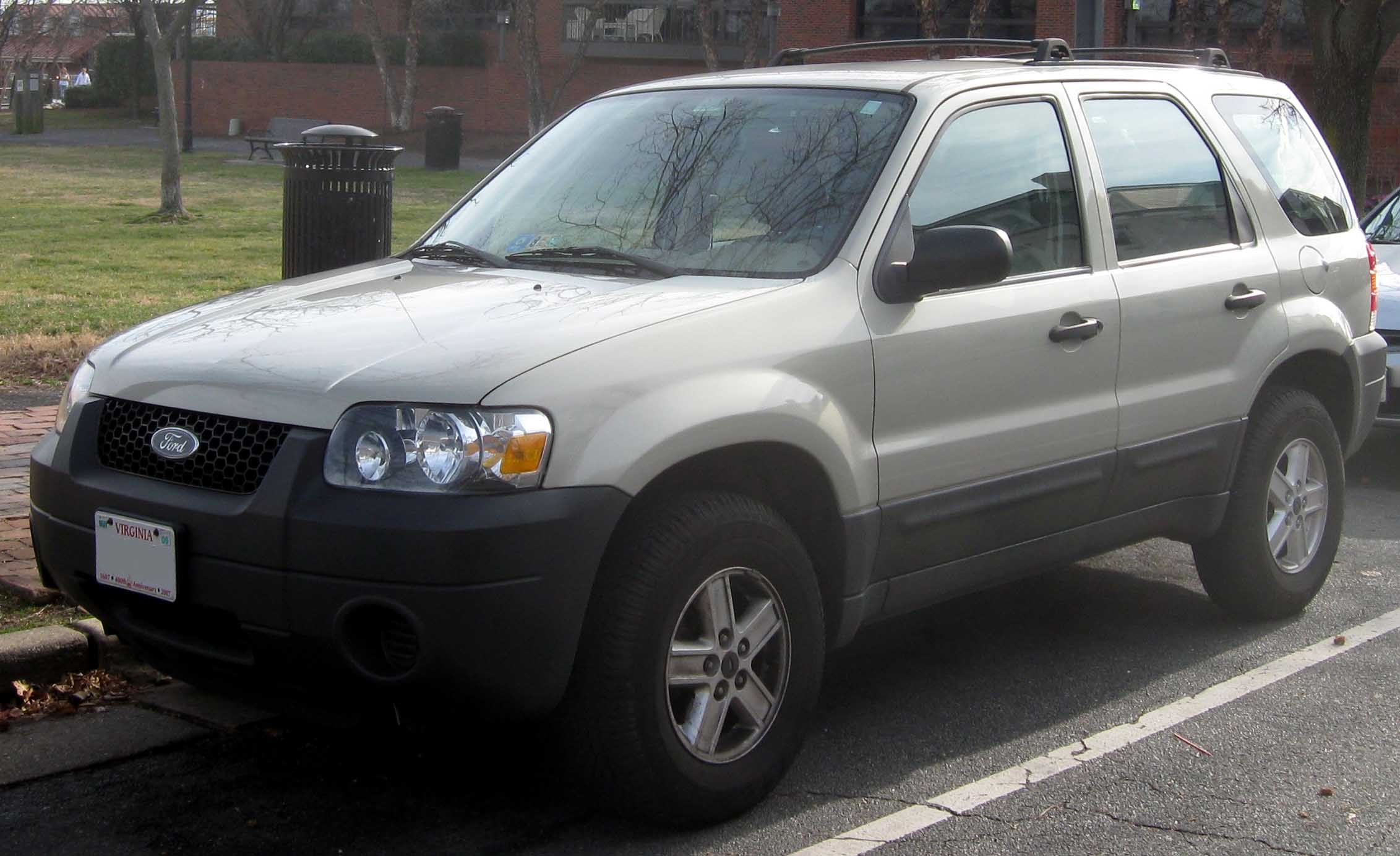
Un Ford Escape prodotto dal 2005 al 2007

Dal 2000 la Ford Escape è stata venduta in Europa con il nome di Ford Maverick. Solo due versioni furono vendute; la prima possedeva un motore Zetec da 2 L di cilindrata e quattro cilindri in linea con cambio manuale, mentre la seconda aveva in dotazione un propulsore V6 Duratec con cambio automatico. Entrambi erano a benzina. L'assenza, nell'offerta, del motore Diesel non aiutò le vendite, che vennero temporaneamente sospese nel 2004. Il cambio manuale era a cinque rapporti, mentre quello automatico a quattro.
Comunque, il Maverick, ad esempio nel Regno Unito, era disponibile solamente con allestimento XLT. Inoltre, il cruscotto non era lo stesso di quello montato sugli Escape statunitensi, ma derivava da quello installato sulla Mazda Tribute.
Il Ford Maverick è stato reintrodotto in alcuni mercati europei nel 2005 con il motore V6 Duratec. Nel 2006 la produzione fu sospesa anche in questi mercati, ed il Maverick non fu più venduta in Europa dall'anno successivo, lasciando la Ford senza compact SUV fino all'introduzione della Ford Kuga nel 2008.
Il Maverick fu progettato principalmente per l'uso stradale e venne perciò venduto con pneumatici da strada. Era a trazione anteriore, ma possedeva un comando che permetteva di passare alla trazione integrale disattivando il differenziale centrale ed mettendo in azione un differenziale posteriore a slittamento limitato. Ciò precluse l'utilizzo della trazione integrale permanente su strada, poiché ciò avrebbe portato a un'usura precoce di trasmissione e pneumatici.
Questa serie di Escape era basata sul pianale CD2 della Ford. Gli anni di produzione dipendevano dalla nazione in cui fu assemblato e commercializzato. Negli Stati Uniti ed in Giappone fu in commercio dal 2000 al 2007, a Taiwan dal 2006, ed in Cina dal 2010.
Questa generazione venne assemblata ad Avon Lake (Ohio, Stati Uniti), a Zhongli (Taiwan), a Claycomo (Missouri, Stati Uniti), a Hải Dương (Vietnam), a Hōfu (Giappone) ed a Santa Rosa (Filippine).
La lunghezza e l'altezza dei veicoli dipendevano dagli anni di produzione. Negli Stati Uniti, dal 2000 al 2004 la prima fu di 4.394 mm e la seconda di 1.755 mm, mentre dal 2005 al 2007 furono, rispettivamente, 4.442 mm e 1.770 mm.
Nel 2005 il modello venne aggiornato e fu disponibile un motore Duratec a quattro cilindri in linea da 2,3 L, che sostituì il propulsore da 2 L. Il propulsore da 3 L ebbe nuovi supporti motore. Nell'occasione la Ford dotò il veicolo di airbag e cinture di sicurezza avanzati, ed eliminò i sedili posteriori reclinabili per aumentare la sicurezza in caso di impatto posteriore.
Nel 2006 e nel 2008 vennero lanciati sul mercato asiatico e oceanico delle versioni riviste dell'Escape. Nel primo anno citato venne lanciato lo “ZC”, mentre nel secondo lo “ZD”.
Una versione ibrida di questa serie venne lanciata negli Stati Uniti nel 2004. Era dotato di sistema misto benzina-elettrico e fu il primo SUV ibrido mai lanciato sul mercato. L'Escape Hybrid era un veicolo “completamente ibrido”, e ciò significava che il sistema propulsore poteva essere interamente elettrico o totalmente a benzina, oppure una combinazione dei due sistemi di trazione.
Prodotto a Kansas City, nel Missouri, aveva un'efficienza superiore al 70%. Il modello ibrido era caratterizzato dall'avere un equipaggiamento peculiare e montava un cambio planetario.

## Seconda serie (2008-2012)

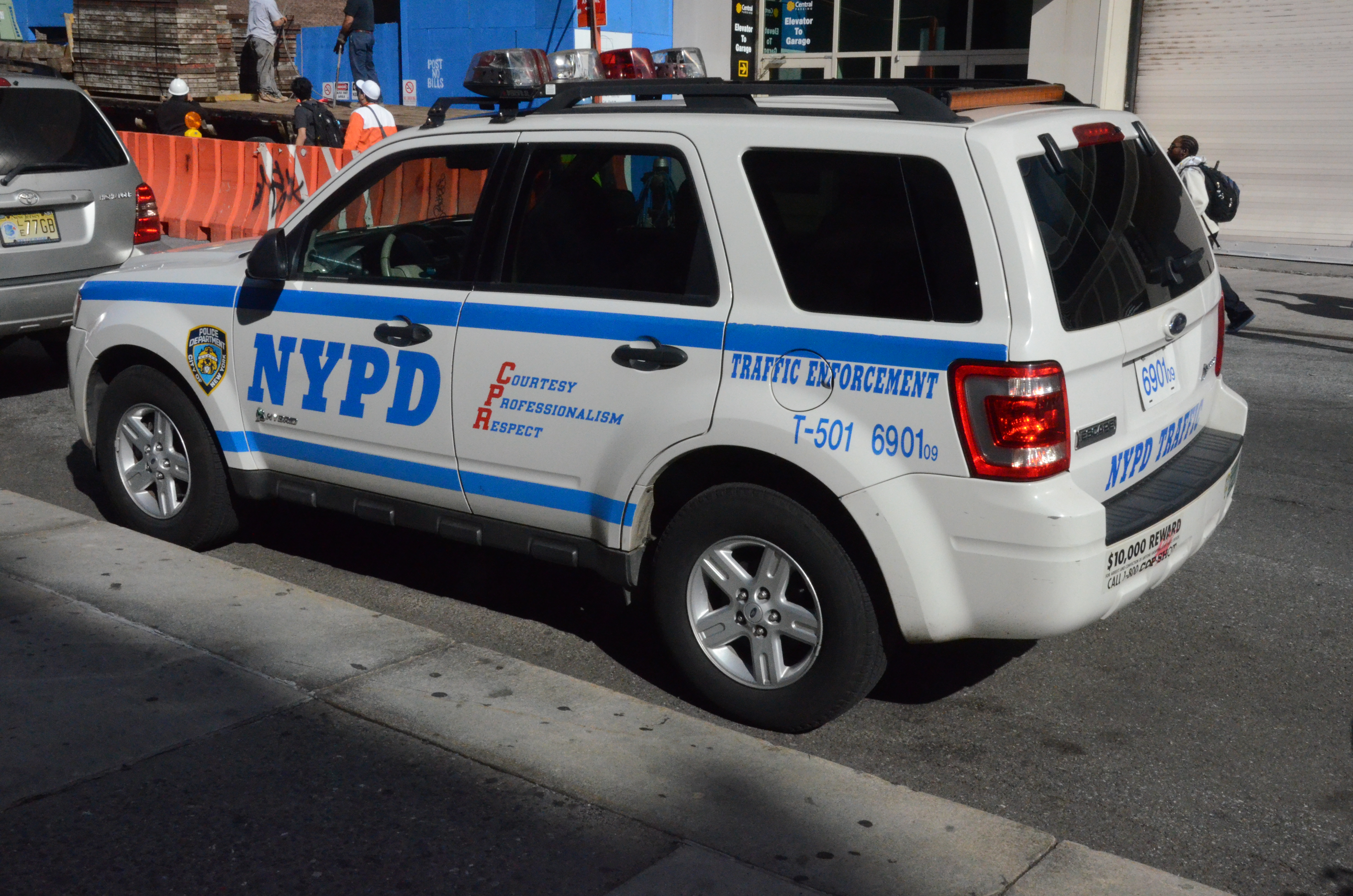
Un Ford Escape della polizia di New York

La seconda serie del Ford Escape debuttò al salone dell'automobile di Los Angeles del 2006. Era anch'esso basato sul pianale CD2 della Ford e venne dotato, dal 2008, del controllo elettronico della stabilità.
Questa nuova serie ereditò alcuni tratti caratteristici dall'Explorer, dall'Edge e dall'Expedition. Gli aggiornamenti riguardarono la calandra ed i fanali anteriori, mentre le fiancate possedevano ora linee più pulite e passaruota arrotondati. Gli interni vennero completamente ridisegnati.
L'Escape del 2008 fu il primo veicolo, insieme all'omologo Mercury Mariner, ad avere lo sterzo ad servossistenza elettronica, che fu ottenuto dall'installazione di un software nel Electric Power Steering.
Questa generazione di Escape venne assemblata a Claycomo. I motori e i cambi erano i medesimi della serie precedente. Fu però aggiunto un cambio automatico a sei rapporti.
Anche per questa serie di Ford Escape fu offerta la versione ibrida. La nuova generazione possedeva molte differenze estetiche, sia all'interno che all'esterno del veicolo. Era disponibile in due allestimenti, base e "Limited". Anche questa generazione di Ford Escape Hybrid possedeva un cambio planetario.
Questa nuova serie di Escape era anche disponibile come ibrida elettrica plug-in; derivava dalla versione ibrida ordinaria e fu assemblata in edizione limitata, destinata principalmente a organismi governativi.

## Terza serie (2012-2019)
La terza generazione dell'Escape è stata presentata al salone dell'automobile di Los Angeles del 2011. Essa condivide lo stesso pianale della Ford Focus del 2012. Molte caratteristiche derivano dalla Ford Kuga, che è venduta in Europa. Sono due i motori EcoBoost a quattro cilindri in linea con sovralimentazione. Il propulsore base possiede una cilindrata di 2 L, ed è anche offerto sul Ford Edge e sul Ford Explorer. Questa nuova serie di Escape è la prima ad offrire il nuovo motore da 1,6 L, che è stato in seguito montato anche su altri modelli Ford come la Ford Focus, la Ford Fusion e la Ford Fiesta. Il consumo di carburante di questo nuovo propulsore è paragonabile a quello dell'Hybrid, mentre il motore da 2 L è più potente del motore V6 della serie precedente. Sono due i cambi offerti, entrambi a sei rapporti; uno è manuale, l'altro è automatico.
Su questa nuova serie è anche disponibile il MyFord Touch che è offerto anche su altri veicoli Ford.
Un'altra nuova caratteristica è il portellone ad apertura automatica. Una persona che porta con sé la chiave elettronica, può allungare il piede fino alla parte inferiore del paraurti posteriore per permettere al portellone di aprirsi automaticamente.
Gli interni e i sedili sono fabbricati con materiali eco-sostenibili. Ad esempio, i tappetini sono costruiti in materiale riciclato, più precisamente dalla plastica delle bottiglie. Ciò comporta che la maggior parte degli interni dell'Escape potrà essere a sua volta riciclato.
Il nuovo Escape è offerto sia a trazione anteriore che a trazione integrale. Gli allestimenti disponibili sono i medesimi di quelli offerti sulla Focus, cioè S, SE, SEL ed il nuovo allestimento Titanium. Non ci sono versioni ibride ed esemplari con motore V6. Questa generazione di Escape è in produzione dai primi mesi del 2012 ed è arrivata nei concessionari nel mese di aprile dello stesso anno.
Questa generazione è costruita sul pianale C1 della Ford ed è assemblata a Louisville, in Kentucky.

## Quarta serie (dal 2019)
La quarta generazione della Ford Escape è stata presentata il 2 aprile 2019, mentre le vendite sono iniziate nel terzo trimestre 2019. È disponibile negli allestimenti S, SE, SE Sport, SEL e Titanium. 
L'auto è basata sul pianale globale C2 della Ford Focus, questo ha consentito di aumentare la rigidità del 10% e di ridurre il peso di 90 kg. La vettura viene assemblato, oltre che come la precedente generazione nello stabilimento Ford di Louisville in Kentucky, anche in Cina.
Oltre ai motori Ecoboost a benzina è presente sia una versione full hybrid (FHEV) che plug-in hybrid (PHEV), dotate di un cambio automatico a variazione continua (eCVT).

### Restyling 2023

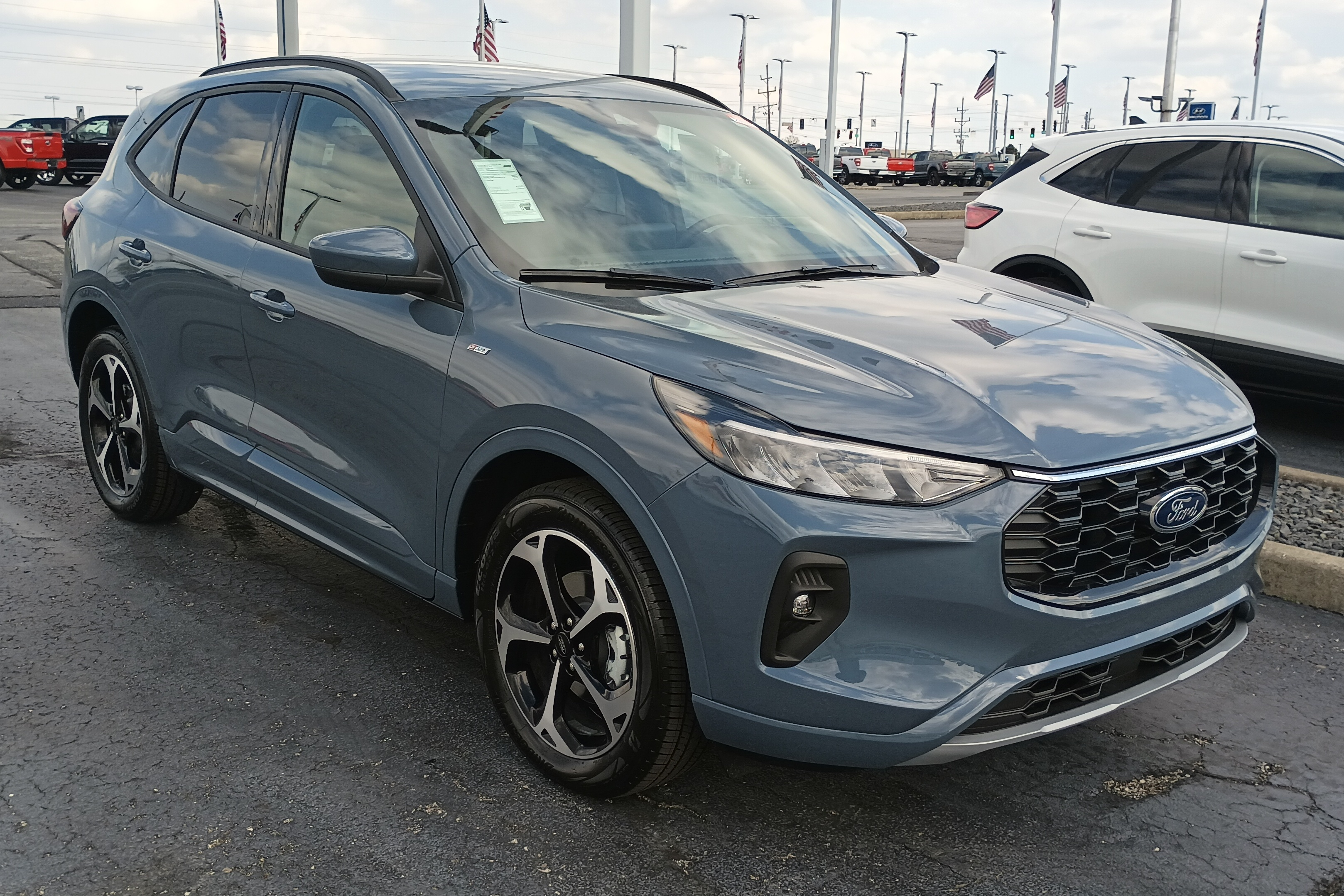
Ford Escape (restyling 2023)

Ford ha annunciato una gamma per la Escape rinnovata per il mercato nordamericano nell'ottobre 2022 per l'anno modello 2023. L'esterno mostra piccole modifiche tra cui una griglia e fari aggiornati, luci posteriori ridisegnate e lampadine degli indicatori di direzione color ambra e una barra luminosa anteriore come opzional. Sebbene la potenza rimanga la stessa, entrambi i motori EcoBoost sono stati pesantemente rielaborati per soddisfare gli standard sulle emissioni. L'ibrido e l'ibrido plug-in sono stati solo leggermente modificati e i valori di potenza diminuiscono leggermente a causa dei nuovi metodi di misurazione SAE J2908.
Gli interni presentano aggiornamenti alla console e al sistema di infotainment. Tutti i modelli ora sono dotati di un quadro strumenti digitale, con uno schermo da 8 pollici affiancato da indicatori digitali di temperatura e livello di carburante di serie, e il cruscotto LCD opzionale da 12,3 pollici viene mantenuto con una grafica aggiornata.